# Климентове (Подільський район)
Климентове́ — село Куяльницької сільської громади в Подільському районі Одеської області, Україна. Населення становить 274 осіб.

## Історія
Під час організованого радянською владою Голодомору 1932—1933 років померло щонайменше 34 жителі села.
12 червня 2020 року, відповідно до Розпорядження Кабінету Міністрів України від № 724-р «Про визначення адміністративних центрів та затвердження територій територіальних громад Одеської області», увійшло до складу Куяльницької сільської територіальної громади.
19 липня 2020 року, в результаті адміністративно-територіальної реформи і ліквідації Подільського району (1923-2020), село увійшло до складу новоутвореного Подільського району Одеської області.

## Населення
Згідно з переписом УРСР 1989 року чисельність наявного населення села становила 301 особа, з яких 136 чоловіків та 165 жінок.
За переписом населення України 2001 року в селі мешкали 274 особи.

### Мова
Розподіл населення за рідною мовою за даними перепису 2001 року:
| Мова       | Відсоток |
| ---------- | -------- |
| українська | 79,56 %  |
| молдовська | 13,14 %  |
| російська  | 6,57 %   |
| білоруська | 0,36 %   |
| інші       | 0,37 %   |